# Zamo (Burkina Faso)
Pour le département et la commune rurale, voir Zamo (département).
Ne doit pas être confondu avec Zam (Zam) ou Zambo (Burkina Faso).
Zamo est un village et le chef-lieu du département et la commune rurale de Zamo, situé dans la province du Sanguié et la région du Centre-Ouest au Burkina Faso.
En 2003, le village comptabilisait 4 611 habitants estimés.
En 2006, il comptabilisait 4 955 habitants.

## Économie
L'économie du village profite également de la gare de Zamo sur la ligne de chemin de fer reliant Ouagadougou à Abidjan.

## Éducation et santé
Le village accueille plusieurs écoles primaires et un centre de santé et de protection sociale (CSPS).